# Gaj (ime)
Gaj je moško osebno ime.

## Izvor imena
Ime Gaj izhaja iz latinskega imena Gaius (Caius), le to pa iz latinske besede gaius. V latinščini je gaius ime neke ptice.

## Različice imena
- ženska oblika imena: Gaja

## Tujejezikovne oblike imena
- pri Italijanih: Caio, Gaio
- pri Poljakih: Gajusz
- pri Rusih: Гай
- pri Angležih Fincih, Nemcih in Švedih: Gaius

## Pogostost imena
Po podatkih Statističnega urada Republike Slovenije je bilo na dan 31. decembra 2007 v Sloveniji število moških oseb z imenom Gaj: 158.

## Osebni praznik
V koledarju je ime Gaj zapisano 22. aprila, 10. maja in 4. oktobra.

## Priimki povezani z imenom
V zvezi z imenom Gaj je treba omeniti tudi priimek Gaj, vendar ni nujno, da je priimek nastal iz imena, ampak je lahko nastal tudi iz besede gaj, iz katere so nastala krajevna imena in iz njih nastali priimki: Gajski in Gajšek. Priimek Gaj se nahaja tudi pri Hrvatih. Med najbolj znanimi nosilci tega priimka je Ljudevit Gaj.  

## Zanimivost
- V zvezi z imenoma Gaj in Gaja je tudi latinski rek Ubi tu Gaius, ego Gaia v pomenu »kjer si ti gospodar in vladar, tam sem jaz gospodarica in vladarica«.